# Vallée de l'Au-delà
L'Au-delà est le nom d'un plateau situé sur l'île de la Possession, dans l'archipel des Crozet, entre le pic du Mascarin et la côte méridionale de l'île. Cette terrasse, qui accueille le lac Perdu, se trouve à une altitude comprise entre 400 et 500 mètres, on y trouve des sols polygonaux créés par le phénomène de cryoturbation. Le nom d'Au-delà a été donné à ce plateau par les membres de la première mission effectuée sur cette île en 1961-1962, en raison de son accès difficile.